# 菊沢村
菊沢村（きくさわむら）は栃木県の北西部、上都賀郡に属していた村である。村名は喜久沢神社に由来。

## 地理
- 河川：黒川、行川、武子川

## 歴史
- 1889年（明治22年）4月1日 町村制施行により、玉田村、武子村、富岡村、見野村、下遠部村、栃窪村、千渡村の7つの村が合併して、上都賀郡菊沢村が成立する。
- 1949年（昭和22年）4月 - 河内郡城山村大字古賀志字高谷を編入し、大字高谷を設置する[1]。
- 1954年（昭和29年）10月1日 （旧）鹿沼市、東大芦村、北押原村、板荷村、西大芦村、加蘇村、北犬飼村と合併し鹿沼市となる。

## 大字
- 玉田（たまだ）
- 武子（たけし）
- 富岡（とみおか）
- 見野（みの）
- 下遠部（しもとおべ）
- 栃窪（とちくぼ）
- 千渡（せんど）
- 高谷（こうや）

## 行政
- 菊沢村長

| 代 | 氏名         | 就任                       | 退任                       | 備考 |
| -- | ------------ | -------------------------- | -------------------------- | ---- |
| 1  | 三品源作郎   | 1889年（明治22年）5月3日   | 1891年（明治24年）3月18日  |      |
| 2  | 梅沢千代造   | 1891年（明治24年）3月25日  | 1893年（明治26年）3月25日  |      |
| 3  | 広田兼八     | 1893年（明治26年）3月31日  | 1893年（明治26年）9月20日  |      |
| 4  | 田野井太郎平 | 1893年（明治26年）10月7日  | 1897年（明治30年）10月7日  |      |
| 5  | 稲葉初一郎   | 1897年（明治30年）12月10日 | 1900年（明治33年）12月20日 |      |
| 6  | 黒崎信       | 1901年（明治34年）1月16日  | 1901年（明治34年）4月1日   |      |
| 7  | 西川宇源太   | 1901年（明治34年）6月3日   | 1903年（明治36年）3月22日  |      |
| 8  | 大橋百代     | 1903年（明治36年）5月14日  | 1904年（明治37年）2月20日  |      |
| 9  | 大橋正松     | 1904年（明治37年）6月23日  | 1905年（明治38年）2月28日  |      |
| 10 | 渡辺順       | 1908年（明治38年）3月20日  | 1921年（大正10年）3月23日  |      |
| 11 | 鈴木杢三郎   | 1921年（大正10年）4月25日  | 1925年（大正14年）4月24日  |      |
| 12 | 熊倉貞造     | 1925年（大正14年）4月25日  | 1926年（大正15年）3月6日   |      |
| 13 | 鈴木杢三郎   | 1926年（大正15年）4月8日   | 1930年（昭和5年）4月7日    |      |
| 14 | 宇賀神幸吉   | 1931年（昭和6年）1月6日    | 1931年（昭和6年）11月3日   |      |
| 15 | 菊地清次     | 1932年（昭和7年）3月5日    | 1935年（昭和10年）2月27日  |      |
| 16 | 大出新作     | 1935年（昭和10年）3月2日   | 1946年（昭和21年）4月4日   |      |
| 17 | 佐藤要太     | 1946年（昭和21年）4月6日   | 1947年（昭和22年）4月5日   |      |
| 18 | 福田長重郎   | 1947年（昭和22年）4月6日   | 1951年（昭和26年）4月4日   |      |
| 19 | 福田長重郎   | 1951年（昭和26年）4月23日  | 1954年（昭和29年）9月30日  |      |

出典:『栃木県町村合併誌 第三巻上』, p. 94